# Rudolf Ujčić
Rudolf Ujčić (Pazin, 4. lipnja 1937. – Pazin, 23. kolovoza 2024.), pjesnik, esejist, dijalektolog, lektor-redaktor i urednik informativnog programa na HRT – Radio Pula.

## Životopis i djelo
Rođen u Fakinima na Pazinštini, školovao se na Filozofskom fakultetu u Zagrebu. Radio u srednjoj školi te na Radio Pula. Literarno najplodniji na području poezije, no piše također eseje, oglede te prijevode i znanstvene članke. Bavio se čakavskom dijalektologijom te je pisao poeziju na čakavskom narječju. Djela su mu prevođena i na strane jezike.
Bio je član Čakavskog sabora, Matice hrvatske i Društva hrvatskih književnika.